# 뤼첼플뤼
뤼첼플뤼(Lützelflüh)는 스위스 베른주의 에멘탈구에 있는 자치체이다.

## 역사

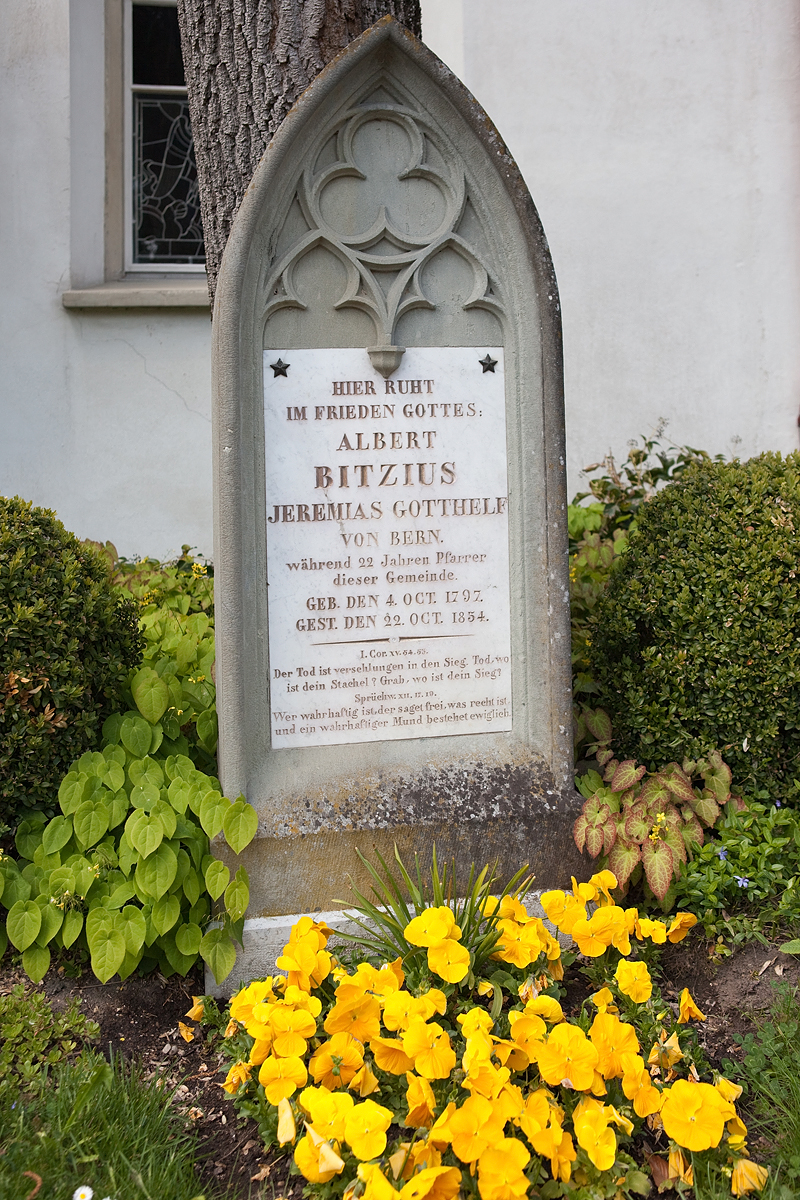
뤼첼플뤼의 알베르트 비치우스 또는 예레미아스 고텔프의 묘

뤼첼플뤼는 1225년에 Lucelfluo로 처음 언급되었다.
뤼첼플뤼 주변 지역은 아마도 로마 시대에 사람이 거주했을 것이다. 그러나 브란디스성의 폐허 근처에서 단 하나의 동전 더미가 발견되었다. 중세 시대에 뤼첼플뤼와 주변 지역에는 여러 토기 요새, 강 계곡의 둑, 1230년경에 지어진 브란디스성이 있었다. 폰 뤼첼플뤼 남작은 1125-1130년에 트룹 수도원을 세우는 데 도움을 주었지만, 그에 대해 알려진 것은 없다. 가문의 기원 또는 토지의 범위. 뤼첼플뤼 마을은 이 남작의 자리에서 발전했다. 1230년 브랜디스의 프라이헤르뤼첼플뤼를 대신하여 뤼첼플뤼와 뤼에크자우 사이에 성을 쌓았다.
1450년, 브란디스성은 베른 귀족에게 매각되었다. 그런 다음 1607년에 베른시의 손에 넘어갈 때까지 여러 번 팔리고 상속되었다. 그 후 이 도시는 베른의 영지가 되었다. 마지막 집행관은 프란츠 루드비크 마이였다.
1798년 4월 14일 성은 전소되었고, 이것은 브란디스 영지의 종말이었다. 지자체 뤼첼플뤼는 트라히젤반트구의 일부가 되었다.
1881년 에멘탈 철도가 마을을 통해 건설되어 산업이 지자체에 정착하도록 장려했다. 몇년 후인 1886년에 에메강 수정 프로젝트는 홍수 위험을 줄이고 계곡을 가로지르는 주요 도로를 건설했으며, 뤼첼플뤼에 추가 농지를 열었다. 철도와 새로운 에멘탈 도로는 마을을 지역 산업 중심지로 바꾸는데 도움이 되었다. 1898년에는 귀리와 보리 공장이 문을 열었고 금속 및 바닥재 공장과 여러 치즈 수출 회사가 뒤를 이었다. 시정촌에 민방위 훈련소도 문을 열었다.
1831년에 예레미아스 고텔프로 더 잘 알려진 스위스의 유명한 소설가 알베르트 비치우스는 뤼첼플뤼에 부목사로 정착했다. 그는 후에 본당 신부가 되어 여생을 시에서 보냈다. 비치우스는 지역 묘지에 묻혔고, 작은 고텔프 박물관이 마을에 문을 열었다.
1879년 뤼첼플뤼와 골드바흐는 중등학교를 지었다.

## 지리

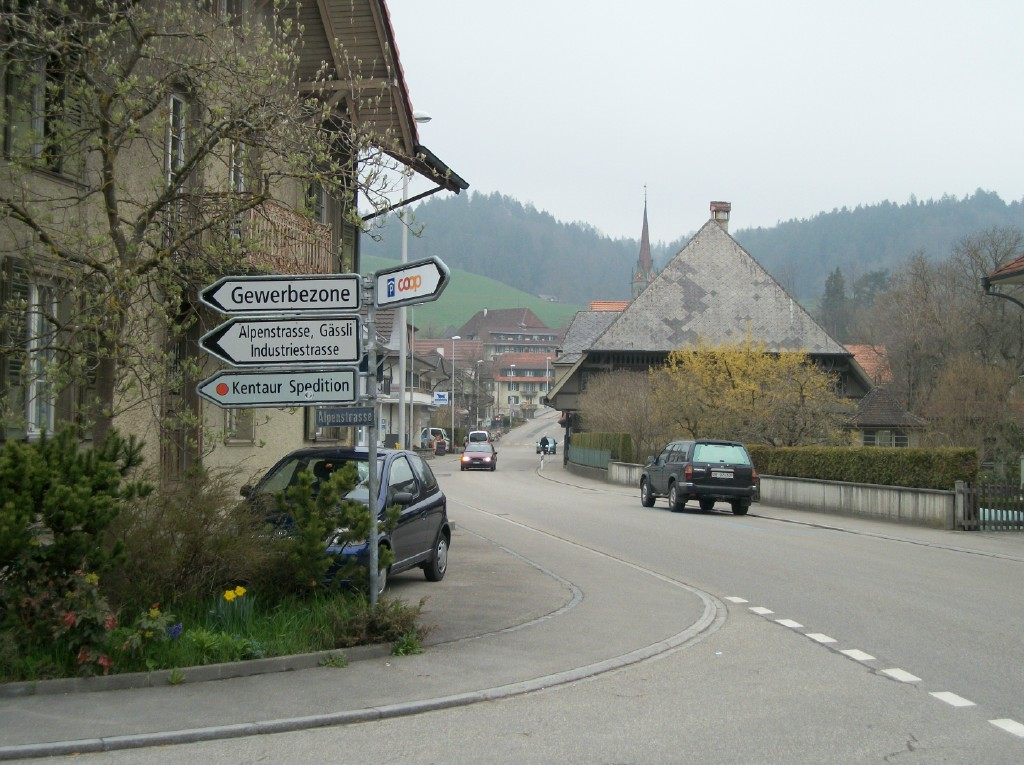
뤼첼플뤼의 골드바흐 마을

뤼첼플뤼의 면적은 26.87k㎡이다. 2004/06 조사에서 총 17.6k㎡ (65.4%)가 농업 목적으로 사용되는 반면 6.64k㎡ (24.7%)는 산림으로 사용된다. 나머지 시정촌 중 2.45k㎡ (9.1%)가 정착(건물 또는 도로), 0.19k㎡ (0.7%)가 강 또는 호수이고, 0.02k㎡ (0.1%)이다. %는 비생산적인 토지이다.
같은 조사에서 주택과 건물이 4.2%, 교통 인프라가 3.3%를 차지했다. 총 토지 면적의 총 22.9%는 삼림이 무성하고, 1.7%는 과수원이나 작은 나무 군락으로 덮여 있다. 농경지 중 26.0%는 작물 재배에 사용되며, 37.2%는 목초지로, 2.2%는 과수원이나 덩굴 작물에 사용된다. 시정촌의 모든 물은 흐르는 물이다.
뤼첼플뤼는 랑나우와 부르크도르프 사이의 에메강 바로 아래 에멘탈에 자리 잡고 있다. 에메강은 마을을 우안의 오래된 부분과 좌안의 젊은 부분으로 나눈다. 라우터바흐와 오버리트 외 지역도 지자체에 속한다. 시정촌은 뤼에크자우, 주미스발트, 트라히젤발트, 뤼더스빌 및 하슬레 바이 부르크도르프와 인접해 있다.
이곳은 뤼첼플뤼, 람자이 및 귀넨마트의 마을, 트라히젤발트, 골드바흐 및 란플뤼 마을의 일부, 발트후스 및 플뤼엘레의 작은 마을, 오버리트 및 라우터바흐의 외부 지역으로 구성된다.
2009년 12월 31일에 시정촌의 이전 구역인 트라히젤발트구가 해산되었다. 다음 날 2010년 1월 1일에 새로 설립된 에멘탈구에 합류했다.

## 인구통계

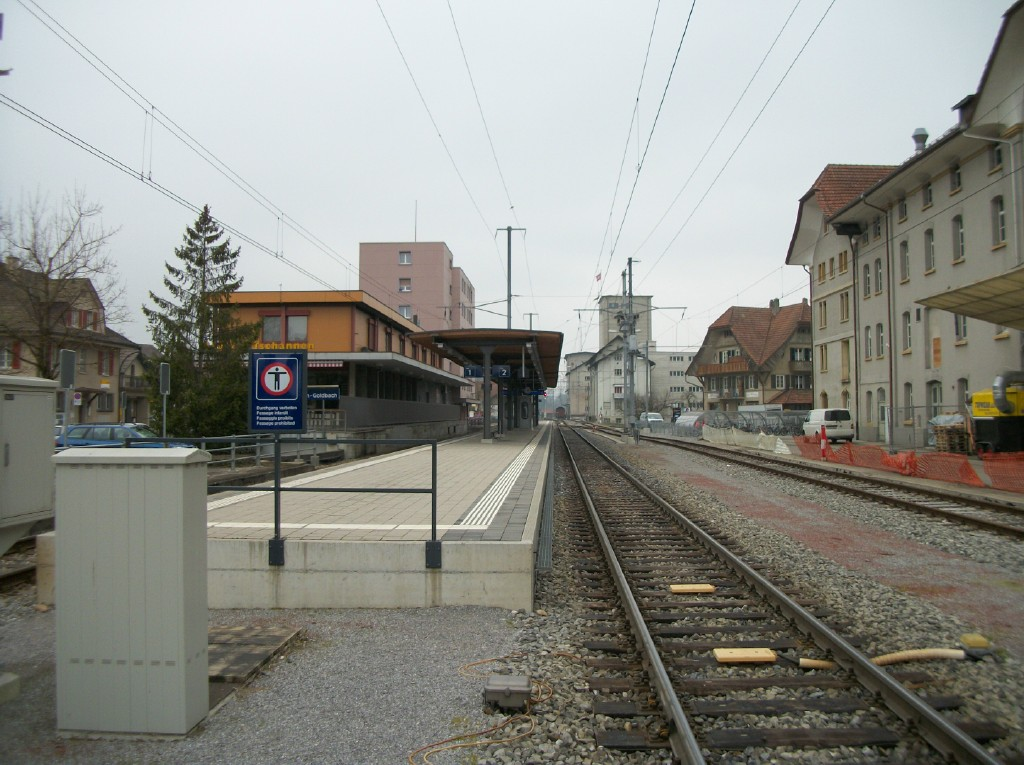
뤼첼플뤼-골드바흐 철도역과 마을

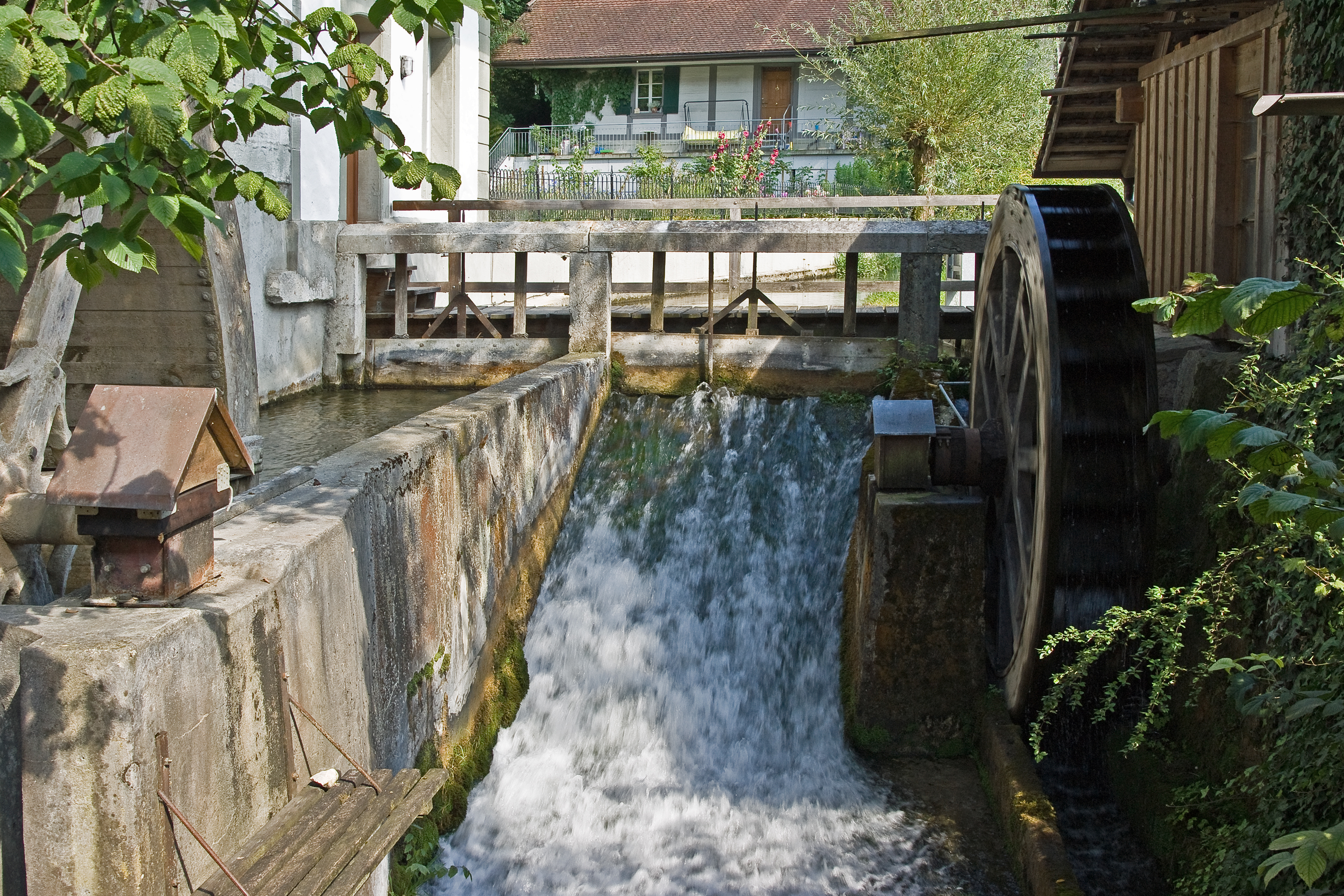
쿨투어뮐레 배수로와 인근 농가. 이 공장은 1970년대까지 운영되었으나 오늘날에는 콘서트와 행사를 개최하고 있다

2020년 12월 기준, 뤼첼플뤼의 인구는 4,211명이다. 2012년 기준으로 인구의 5.1%가 거주하는 외국인이다. 지난 2년(2010-2012) 사이에 인구는 -0.2%의 비율로 변화했다. 이민은 -0.7%, 출생 및 사망은 -0.3%를 차지했다.
2000년 기준, 인구 대부분인 3,805명(96.2%)이 독일어를 모국어로 사용하고, 이탈리아어가 35명(0.9%)으로 두 번째로 많이 사용하고, 알바니아어가 31명(0.8%)으로 세 번째로 사용된다. 프랑스어를 할 줄 아는 사람이 14명, 로만슈어를 할 줄 아는 사람이 2명 있다.
2013년 기준으로 인구는 남성 48.8%, 여성 51.2%이다. 인구는 1,868명의 스위스 남성(인구의 45.8%)과 121명(3.0%)의 비스위스계 남성으로 구성되었다. 스위스 여성은 1,991명(48.8%), 비스위스계 여성은 99명(2.4%)이었다. 지자체의 인구 중 1,408명(35.6%)이 뤼첼플뤼에서 태어나 2000년에 그곳에 살았다. 같은 주에서 태어난 1,824명(46.1%)이 있었고, 366명(9.2%)이 스위스 다른 곳에서 태어났다. 243명(6.1%)이 스위스 이외의 지역에서 태어났다.
2012년 기준으로 아동·청소년(0~19세)이 21.6%, 성인(20~64세)이 59.9%, 노인(64세 이상)이 18.5%를 차지한다.
2000년 기준으로 시정촌에 미혼이거나, 독신인 사람은 1,663명이다. 기혼자는 1,910명, 미망인은 263명, 이혼한 사람은 121명이었다.
2010년 기준 1인 가구는 543가구, 5인 이상 가구는 138가구이다. 2000년 기준으로 상시 분양된 아파트는 총 1,488세대(전체의 86.4%)였으며, 성수기 분양 아파트는 165세대(9.6%), 공실은 69세대(4.0%)였다. 2012년 기준 신규주택 건설률은 인구 1,000명당 7.2세대이다. 2013년 시정촌 공실률은 1.4%였다. 2012년에 단독 주택은 시정촌 전체 주택의 42.2%를 차지했다.
역사적 인구는 다음 차트에 나와 있다.

## 국가중요문화재

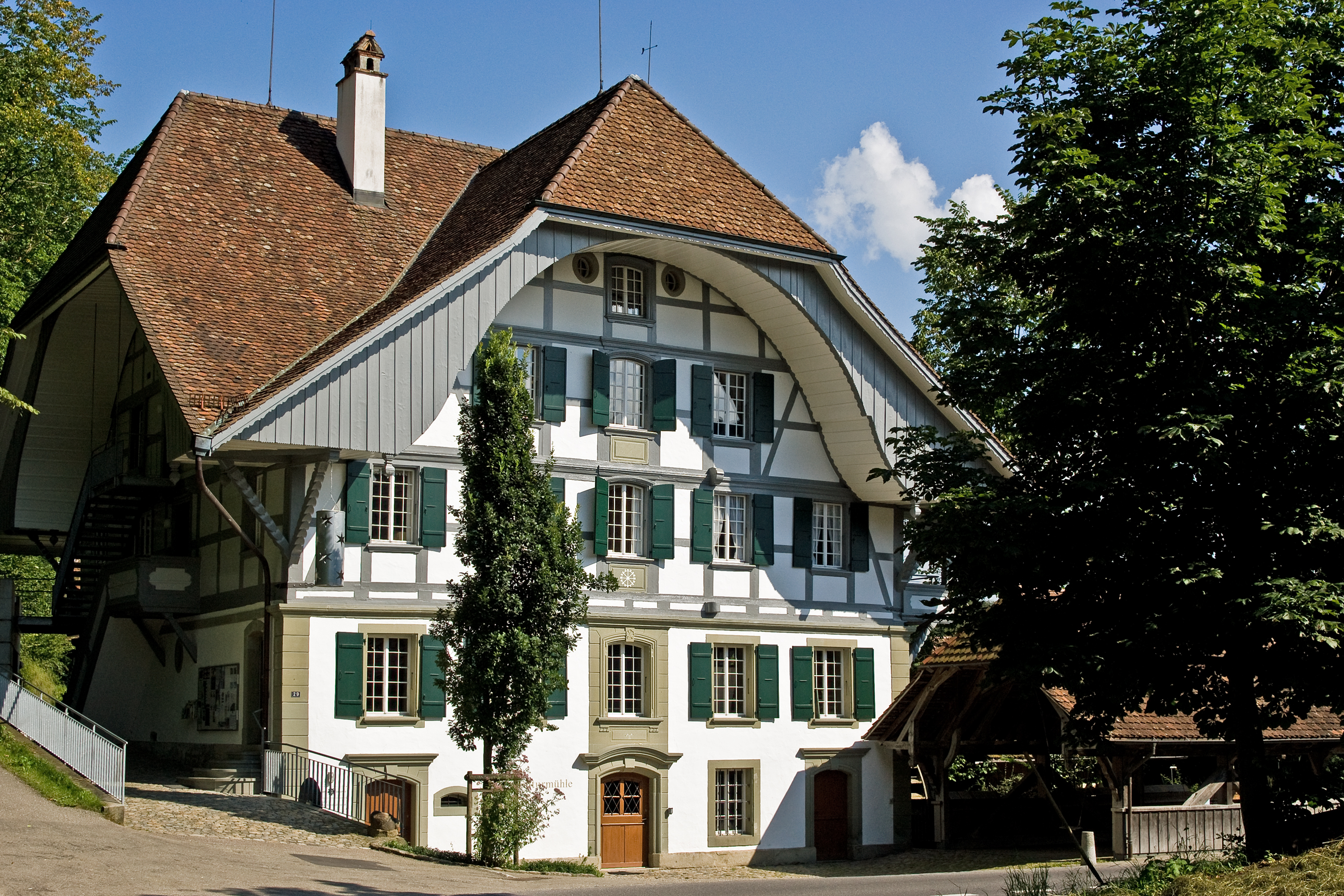
뮐레가세 29번지의 이전 방앗간

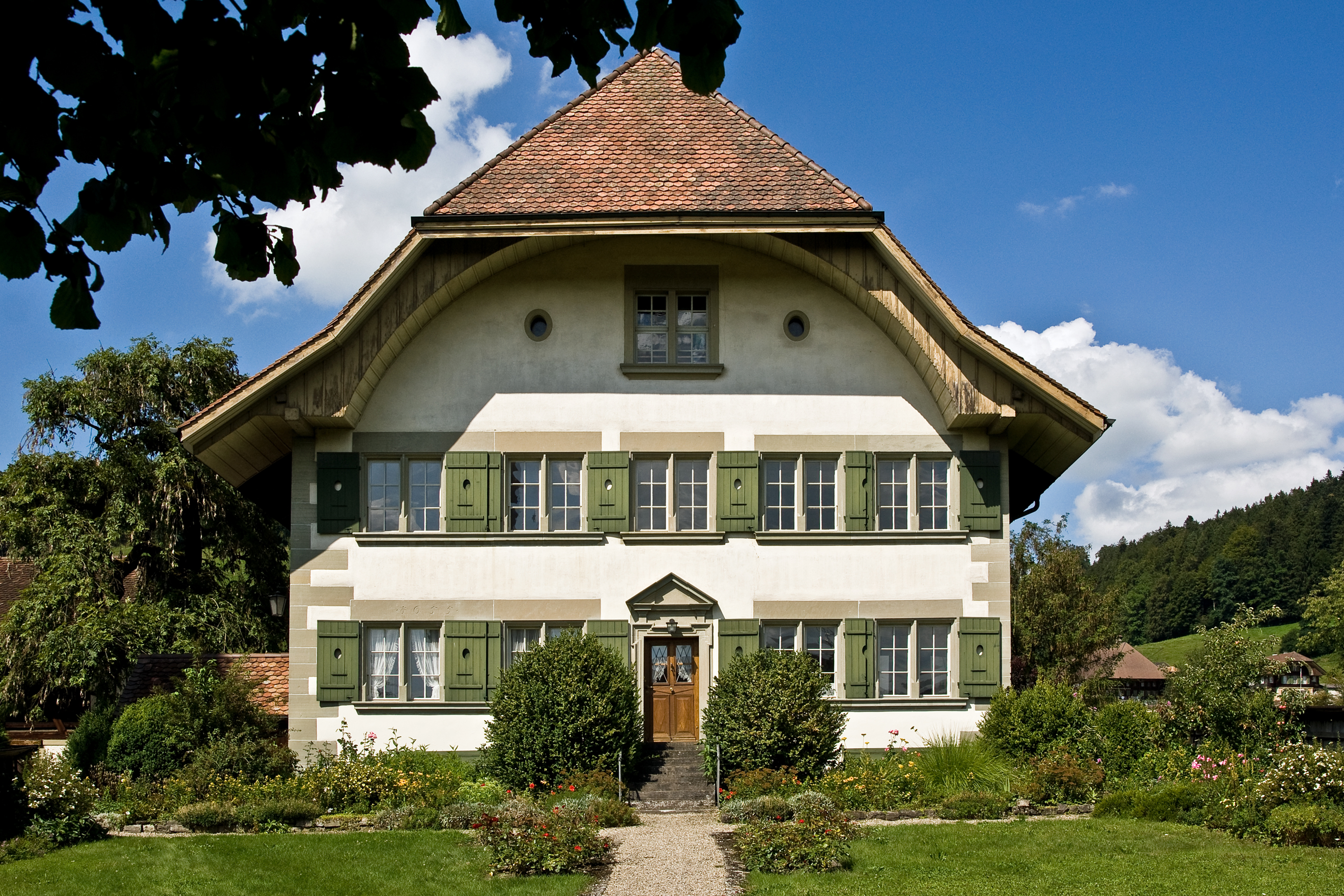
라인베르크리베크 2번지의 교구목사관

뮐레가세 29번가의 이전 제분소(현재 쿨투어뮐레로 알려졌으며, 콘서트 및 이벤트에 사용됨)와 라인베르크리베크 2번가의 사제는 국가적으로 중요한 스위스 문화유산으로 등재되어 있다. 뤼첼플뤼 및 트라히젤발트의 전체 마을과 플뤼엘렌, 슈펠뷜 및 발트하우스의 작은 마을은 스위스 유산 목록의 일부이다.

### 볼거리
- 뤼첼플뤼 교회는 1505년에 지어졌으며, 1962년에 개조되었다. 뤼첼플뤼의 세 시인인 예레미아스 고텔프, 지몬 그펠러 및 에마누엘 프리들리의 무덤은 교회의 남쪽에 있다.
- 시인의 이름을 딴 고텔프 박물관이 교회 근처에 있다.

## 정치
2011년 연방 선거에서 가장 인기 있는 정당은 41.9%의 득표율을 기록한 스위스인민당(SVP)이었다. 그 다음으로 인기 있는 3개 정당은 보수민주당(BDP) (17.0%), 사회민주당(SP) (10.9%), 복음주의인민당(EVP) (7.0%)이었다. 이번 연방 총선에서는 총 1,503표가 투표율 47.7%를 기록했다.

## 종교

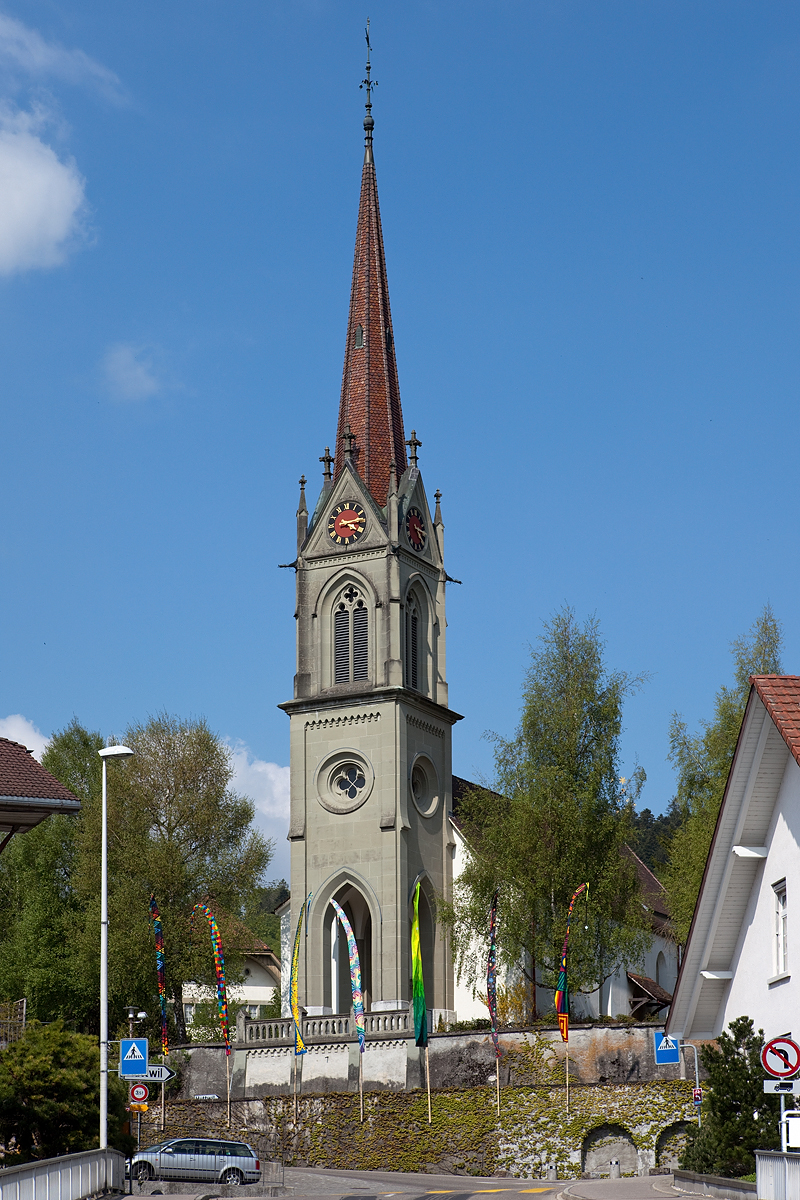
뤼첼플뤼 스위스 개혁 교회, 소설가 예레미아스 고텔프가 일했던 곳이다

2000년 인구 조사에서 3,249명(82.1%)이 스위스 개혁 교회에 속했고, 215명(5.4%)이 로마 가톨릭 신자였다. 나머지 인구 중 정교회 교인이 12명 (0.30%), 크리스찬 가톨릭 교회 교인이 1명, 다른 기독교 교회에 속한 127명(3.21%)이 있었다. 이슬람교 42명(1.06%)이었다. 불교 4명, 힌두교 50명, 다른 교회에 속한 2인. 150명(3.79%)은 교회에 속하지 않고, 불가지론자 또는 무신론자이며, 105명(2.65%)은 질문에 대답하지 않았다.

## 경제

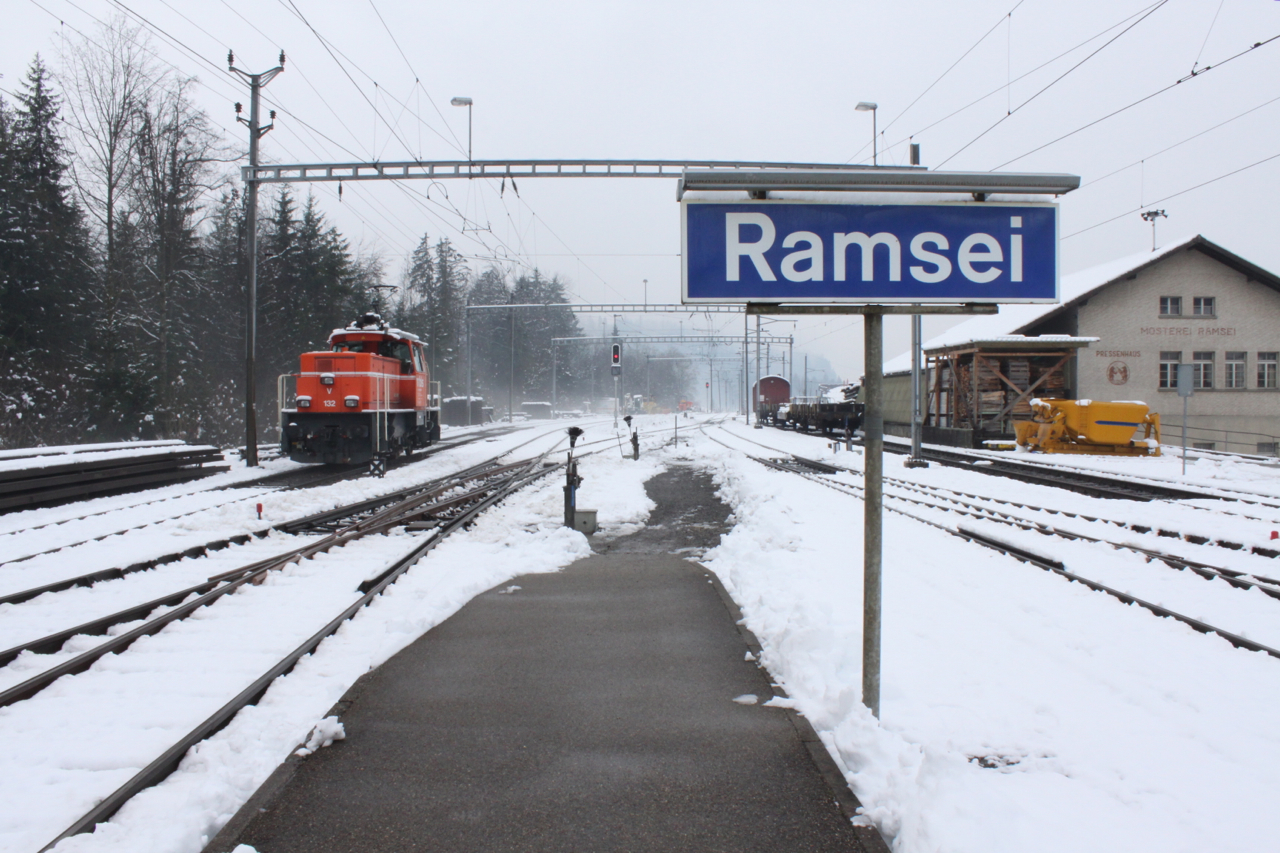
람자이 마을의 철도역, 지자체에 있는 2개 중 하나의 역

2011년 현재 뤼첼플뤼의 실업률은 2.24%이다. 2011년 기준으로 시정촌에 고용된 사람은 총 1,674명이다. 이 중 1차 경제 부문에 366명이 고용되었고, 이 부문에 약 127개 기업이 참여했다. 2 차 부문에는 572명의 직원이 있으며, 이 부문에는 56개의 기업이 있다. 3차 부문에는 736명의 직원이 있으며, 이 부문에는 173개의 기업이 있다. 시정촌 주민은 2,072명으로 일정 정도 고용되어 있으며, 그중 여성이 전체 노동력의 43.5%를 차지한다.
2008년에는 총 1,216개의 정규직에 상응하는 일자리가 있었다. 1차 부문의 일자리 수는 249개였으며, 그중 246개는 농업에, 3개는 임업 또는 목재 생산에 종사했다. 2차 부문의 일자리 수는 513개였으며, 그중 242개(47.2%)는 제조업, 8개(1.6%)는 광업, 264개(51.5%)는 건설에 종사했다. 3차 부문의 일자리 수는 454개였다. 118개(26.0%)는 도소매 또는 자동차 수리업, 46개(10.1%)는 상품의 이동 및 보관, 49개(10.8%)는 호텔 또는 레스토랑, 13개(2.9%)는 보험 또는 금융업이었다. 산업, 28개(6.2%)는 기술 전문가 또는 과학자, 44개(9.7%)는 교육, 71개(15.6%)는 의료 분야에 있었다.
2000년 기준 자치단체로 통근하는 근로자는 620명, 출퇴근자는 1,262명이었다. 지자체는 근로자의 순 수출국이며, 들어오는 1명당 약 2.0명의 근로자가 지자체를 떠나고 있다. 총 809명의 근로자(시 전체 근로자 1,429명의 56.6%)가 뤼첼플뤼에 거주하고 일했다. 근로 인구의 13.1%는 출퇴근을 위해 대중교통을 이용했고, 52.7%는 자가용을 이용했다.
2013년에 뤼첼플뤼의 150,000 CHF를 버는 기혼 거주자에 대한 평균 교회, 지역 및 주 세율은 12.0%인 반면 미혼 거주자의 세율은 18.5%였다. 비교를 위해, 전체 주의 모든 지자체에 대한 중앙값은 11.7% 및 18.1%인 반면 전국 중앙값은 각각 10.6% 및 17.4%였다.
2011년에 지자체에는 총 1,500명의 납세자가 있었다. 그 중 379명이 연간 75,000CHF 이상을 벌었다. 1년에 15,000에서 20,000 사이의 돈을 버는 사람이 10명 있었다. 뤼첼플뤼에 있는 75,000 CHF 이상 그룹의 평균 수입은 110,188 CHF인 반면 스위스 전체의 평균은 136,785 CHF였다.
2011년에는 전체 인구의 4.5%가 정부로부터 직접적인 재정 지원을 받았다.

## 교육
뤼첼플뤼에서는 인구의 약 57.5%가 비필수 고등교육을 이수했으며, 15.3%가 추가 고등교육(대학 또는 응용학문대학)을 마쳤다. 인구 조사에 나와 있는 어떤 형태의 고등교육을 이수한 361명 중 74.0%가 스위스 남성, 23.0%가 스위스 여성, 1.4%가 비스위스계 남성, 1.7%가 비스위스계 여성이었다.
베른주 학교 시스템은 1년의 의무 없는 유치원, 6년의 초등학교를 제공한다. 이후 3년 동안의 의무적 중학교 과정을 거쳐 학생을 능력과 적성에 따라 구분한다. 중학교 이하 학생들은 추가 교육을 받거나 견습 과정에 들어갈 수 있다.
2012-13학년도 동안 총 444명의 학생이 뤼첼플뤼의 수업에 참석했다. 시정촌의 독일어 유치원 수업에는 총 57명의 학생이 있었다. 유치원생 중 10.5%는 스위스의 영주권 또는 임시 거주자(시민권 아님)였으며, 8.8%는 교실 언어와 다른 모국어를 사용한다. 시립 초등학교에는 독일어 수업을 듣는 243명의 학생이 있었다. 초등학생 중 3.7%는 스위스의 영주권 또는 임시 거주자(시민권 아님)였으며, 5.3%는 교실 언어와 다른 모국어를 사용한다. 같은 해에 중학교에는 총 144명의 학생이 있었다. 스위스 영주권자 또는 임시 거주자(시민권 아님)가 5.6%, 6%였다.
2000년 현재, 시정촌의 모든 학교에 다니는 학생은 총 390명이다. 그중 296명은 시에서 거주하며, 학교를 다녔고, 94명은 다른 시에서 왔다. 같은 해에 305명의 주민들이 시외 학교에 다녔다.

## 관광
뤼첼플뤼의 관광은 작지만 중요하지 않다. 이 지역의 전형적인 여관에는 객실이 있으며, 현지 농장에서 휴가를 보낼 수도 있다.